# Christina Watches-Kuma
El Christina Watches-Kuma (codi UCI: CTO), conegut anteriorment com a Stenca Trading, va ser un equip ciclista danès professional en ruta, de categoria Continental que competí de 2009 a 2014.

## Principals resultats
- Himmerland Rundt: Michael Reihs (2011)
- Gran Premi de Tallinn-Tartu: Angelo Furlan (2011)
- Fyen Rundt: Angelo Furlan (2012)
- Volta a Sèrbia: Stefan Schumacher (2012)
- Volta a la Xina I : Martin Pedersen (2012)
- Volta a la Xina II : Stefan Schumacher (2012)
- Circuit d'Alger: Martin Pedersen (2013)
- Tour de Tipaza: Constantino Zaballa (2013)
- Destination Thy: Constantino Zaballa (2013)

## Classificacions UCI
L'equip participa en els circuits continentals de ciclisme i en particular l'UCI Amèrica Tour, l'UCI Àsia Tour i l'UCI Europa Tour.
UCI Àfrica Tour
| Temporada | Classificació per equips | Millor ciclista en la classificació individual |
| --------- | ------------------------ | ---------------------------------------------- |
| 2013      | 4t                       | Constantino Zaballa (13è)                      |

UCI Amèrica Tour
| Temporada | Classificació per equips | Millor ciclista en la classificació individual |
| --------- | ------------------------ | ---------------------------------------------- |
| 2009      | 38è                      | Søren Petersen (300è)                          |
| 2012      | 24è                      | Stefan Schumacher (58è)                        |
| 2014      | 36è                      | Stefan Schumacher (285è)                       |

UCI Àsia Tour
| Temporada | Classificació per equips | Millor ciclista en la classificació individual |
| --------- | ------------------------ | ---------------------------------------------- |
| 2012      | 3r                       | Stefan Schumacher (2n)                         |
| 2013      | 19è                      | Constantino Zaballa (30è)                      |
| 2014      | 79è                      | Stefan Schumacher (417è)                       |

UCI Europa Tour
| Temporada | Classificació per equips | Millor ciclista en la classificació individual |
| --------- | ------------------------ | ---------------------------------------------- |
| 2009      | 106è                     | Søren Pugdahl Pedersen (498è)                  |
| 2011      | 38è                      | Angelo Furlan (76è)                            |
| 2012      | 44è                      | Stefan Schumacher (33è)                        |
| 2013      | 44è                      | Stefan Schumacher (88è)                        |
| 2014      | 85è                      | Enrico Rossi (365è)                            |